# Ophiuroconis bispinosa
Ophiuroconis bispinosa is een slangster uit de familie Ophiodermatidae.
De wetenschappelijke naam van de soort werd in 1937 gepubliceerd door Fred C. Ziesenhenne.